# Sørup Sogn (Svendborg Kommune)
 For alternative betydninger, se Sørup Sogn. (Se også artikler, som begynder med Sørup Sogn)
Sørup Sogn er et sogn i Svendborg Provsti (Fyens Stift).
I 1800-tallet var Sørup Sogn, som hørte til Sunds Herred i Svendborg Amt, anneks til Sankt Jørgens Sogn, der lå i Svendborg Købstad, som kun geografisk hørte til herredet. Sankt Jørgens-Sørup sognekommune blev i 1931 indlemmet i Svendborg Købstad, som ved kommunalreformen i 1970 blev kernen i Svendborg Kommune.
I Sørup Sogn ligger Sørup Kirke.
I sognet findes følgende autoriserede stednavne:
- Rødskebølle (bebyggelse)
- Svendborg Vest (station)
- Sørup (bebyggelse, ejerlav)
- Tordensgårde (bebyggelse)